# Jenn Ashworth
Jenn Ashworth es una escritora inglesa ( Preston, Lancashire, 1982).

## Educación
A la edad de once años Ashworth informó a sus padres que no quería ir a la escuela y durante un número de años mantuvo este rechazo escolar. A los trece años de edad fue enviada como alumna a una unidad de referencia Larches House pensando que ahí le gustaría asistir, pero poco después se negó a continuar asistiendo. Finalmente regresó a una escuela normal y después de completarla, estudió Literatura inglesa en el Newham College de la Universidad de Cambridge, seguida por un máster en escritura creativa en el centro de Universidad de Mánchester para Escritura Nueva en el año 2006.

## Carrera
Ashworth empezó su carrera como bibliotecaria, trabajando en la Universidad de Oxford Bodleian Biblioteca y luego en el sector de biblioteca pública, especializándose en el desarrollo del lector. De 2008 a 2010 trabajó como bibliotecaria de prisión en Lancashire, con una categoría comparable a la masculina B de prisión. Fue durante este tiempo que empezó su segunda novela Cold Light, escribiendo dentro de su coche durante las pausas del trabajo para la comida. Ashworth se convirtió en un escritor freelance (independiente) También ocupó el cargo de investigador en la Universidad de Mánchester y en el 2011 comenzó a dar clases en la Universidad de Lancaster  en el departamento de escritura inglesa y creativa. En marzo de 2011 fue presentada como uno de los mejores 12 Novelistas Nuevos de Cultura de la BBC.

## Literatura

### Primeras novelas
Dos de las primeras novelas de Ashworth permanecen inéditas. Una la escribió a la edad de 17 mientras que la otra se perdió a consecuencia de un robo de su ordenador que sufrió en 2004. Sin embargo, un extracto de esta novela perdida había sido la ganadora del Quiller-Couch Premio 2003 por escritura creativa en la Universidad de Cambridge .
Ashworth ha escrito historias cortas y obras más largas. Su primera novela A Kind of Intimacy, fue desarrollada durante su tiempo de estudiante de escritura creativa en Universidad de Mánchester y fue publicada en febrero de 2009 por Arcadia. Narra la historia de Annie, una mujer solitaria que no llega a enfrentarse con la realidad siendo incapaz de relacionarse con los demás y llena de auto-engaño. La historia contiene fuertes elementos de comedia y tragedia qué finalmente culmina en violencia. La novela ganó el PremioBetty Trask de La Sociedad de Autores en el 2010.

### Cold Light
Ashworth en esta novela de 2011, tiene por objetivo, según cuenta la propia autora, ser un relato «oscuro, gracioso y extraño». La novela narra la historia de tres chicas adolescentes, una de ellas ha muerto con su novio en circunstancias sospechosas. La novela está situada en el décimo aniversario de estos fallecimientos, cuándo un monumento está construido en una casa de verano y se encuentra otro nuevo cuerpo. Una vez más la escritura de Ashworth explora el lado oscuro de las emociones humanas como explica a Anita Sethi en el The Independent que «su poder insidioso e inquietante reside en la tensión creada por los opuestos. La ternura y la delicadeza de la niña de 14 años de edad, se yuxtapone con una capacidad de gran brutalidad».

## Obras

### Novelas
- A Kind of Intimacy.(Arcadia Books, 2009, ISBN 978-1906413392)
- Cold Light. (Sceptre, 2011, ISBN 978-1444721447)
- The Friday Gospels (Sceptre, 2013, ISBN 978-1444707724)

### Artículos periodísticos
- Why I refused to go to school.– The Guardian, 13 de enero de 2012
- Under my skin: Why are so many women getting tattoos? Jenn Ashworth on the appeal of permanent markings. – The Guardian, 14 de diciembre de 2013
- Generation rental: the housing crisis facing today's youth. – The Observer, 16 de marzo de 2014